# Duguetia odorata
Duguetia odorata este o specie de plante angiosperme din genul Duguetia, familia Annonaceae. A fost descrisă pentru prima dată de Friedrich Ludwig Diels, și a primit numele actual de la James Francis Macbride. Conform Catalogue of Life specia Duguetia odorata nu are subspecii cunoscute.